# 瑞州
瑞州（ずいしゅう）は、中国にかつて存在した州。南宋から元初にかけて、現在の江西省宜春市一帯に設置された。

## 概要
1225年（宝慶元年）、理宗の諱を避けるため、南宋により筠州は瑞州と改称された。瑞州は江南西路に属し、高安・新昌・上高の3県を管轄した。
1277年（至元14年）、元により瑞州は瑞州路と改められた。瑞州路は江西等処行中書省に属し、録事司と高安・上高の2県と新昌州を管轄した。
1369年（洪武2年）、明により瑞州路は瑞州府と改められた。瑞州府は江西省に属し、高安・新昌・上高の3県を管轄した。
清のとき、瑞州府は江西省に属し、高安・新昌・上高の3県と銅鼓庁を管轄した。
1913年、中華民国により瑞州府は廃止された。